# Craspedolepta costulata
Craspedolepta costulata är en insektsart som beskrevs av Loginova 1962. Craspedolepta costulata ingår i släktet Craspedolepta och familjen rundbladloppor. Inga underarter finns listade i Catalogue of Life.